# تپه چغا گلان ۱
تپه چغا گلان ۱ مربوط به دوران پیش از تاریخ ایران باستان است و در شهرستان چرداول، بخش مرکزی، روستای زمان واقع شده و این اثر در تاریخ ۹ اردیبهشت ۱۳۸۲ با شمارهٔ ثبت ۸۴۸۵ به‌عنوان یکی از آثار ملی ایران به ثبت رسیده است.